# نوهو تولو
نوهو تولو (انگلیسی: Nouhou Tolo؛ زادهٔ ۲۳ ژوئن ۱۹۹۷) بازیکن فوتبال اهل کامرون است.
از باشگاه‌هایی که در آن بازی کرده‌است می‌توان به باشگاه فوتبال سیاتل ساندرز اشاره کرد.
وی همچنین در تیم ملی فوتبال کامرون بازی کرده‌است.